# 探险家列表

## A
- 阿道夫·埃里克·諾登舍爾德（1832年－1901年）
- 阿美利哥·维斯普西（1454年－1512年）
- 阿姆斯特朗（尼尔·阿姆斯特朗，1930年－）
- 埃里克（红胡子埃里克，950年－1003年）
- 艾德蒙·希拉里（1919年－2008年）
- 艾瑞克森（莱弗·艾瑞克森，980年－1020年）

## B
- 巴尔托洛梅乌·迪亚士（约1450年－1500年）
- 巴芬（威廉·巴芬，1584年－1622年）
- 巴伦支（威廉·巴伦支，1550年－1597年）
- 白令（维他斯·白令，1681年－1741年）
- 拜伦（约翰·拜伦，1723年－1786年）
- 波罗（马可·波罗，1254年－1324年）
- 伯希和（1878年－1945年）
- 吉姆·柏瑞哲（1804年－1881年）

## D
- 达·伽马（瓦斯科·达·伽马，约1469年—1524年）
- 大卫·利文斯顿（1813年－1873年）
- 德·巴尔博亚（瓦斯科·努涅斯·德·巴尔博亚，约1475年－1519年）
- 德瑞克（法兰西斯·德瑞克，1543年－1596年）
- 德·尚普兰（萨缪尔·德·尚普兰，1567年－1635年）
- 德索托（赫南多·德索托，约1497年－1542年）
- 德·托雷斯（路易斯·德·托雷斯，1565年－1610年）
- 迪亚士（巴尔托洛梅乌·迪亚士，约1450年－1500年）

## F
- 法兰西斯·德瑞克（1543年－1596年）
- 法兰西斯克·皮泽洛（1475年－1541年）
- 法显（约337年－422年）
- 斐迪南·麦哲伦（1480年－1521年）
- 冯·洪堡（亚历山大·冯·洪堡，1769年－1859年）
- 弗里德约夫·南森（1861年－1930年）

## G
- 哥伦布（克里斯托弗·哥伦布，1451年—1506年）

## H
- 海尔达尔（托尔·海尔达尔，1914年－2002年）
- 汉娜·米肯德（1973年－）
- 亨利·哈德遜（1550年－约1611年）
- 亨利·莫顿·史丹利（1841年－1904年）
- 航海家亨利（1394年－1460年）
- 河口慧海（1866年－1945年）
- 荷南·科尔蒂斯（1485年－1547年）
- 赫定（斯文·赫定，1865年－1952年）
- 赫南多·德索托（约1497年－1542年）
- 红胡子埃里克（950年－1003年）
- 胡安·龐塞·德萊昂（约1460年－1521年）

## J
- 加加林（尤里·加加林，1934年－1968年）
- 間宮林蔵（1775年－1844年）

## K
- 卡波特（约翰·卡波特，约1450年－约1499年）
- 卡布拉尔（佩德罗·卡布拉尔，1460年－1526年）
- 卡蒂亚（雅克·卡蒂亚，1491年－1557年）
- 科尔蒂斯（荷南·科尔蒂斯，1485年－1547年）
- 科羅納多（约1510年－1554年）
- 克里斯托弗·哥伦布（1451年—1506年）
- 库克（詹姆斯·库克，1728年－1779年）

## L
- 莱弗·艾瑞克森（980年－1020年）
- 利文斯顿（大卫·利文斯顿，1813年－1873年）
- 刘易斯（梅里韦瑟·刘易斯，1774年－1809年）
- 路易斯·德·托雷斯（1565年－1610年）
- 罗伯特·斯科特（1868年－1912年）
- 罗尔德·亚孟森（1872年－1928年）
- 罗利（沃尔特·罗利，1562年－1618年）
- 拉薩勒（勒內-羅貝爾·卡弗利耶·德·拉薩勒，1643年-1687年）

## M
- 马更些（亚历山大·马更些，1764年－1820年）
- 马尔克·奥莱尔·斯坦因（1862年－1943年）
- 马可·波罗（1254年－1324年）
- 麦哲伦（斐迪南·麦哲伦，1480年－1521年）
- 梅里韦瑟·刘易斯（1774年－1809年）
- 米肯德（汉娜·米肯德，1973年－）

## N
- 南森（弗里德约夫·南森，1861年－1930年）
- 尼尔·阿姆斯特朗（1930年－）
- 尼科莱·普尔热瓦尔斯基（1839年－1888年）
- 諾登舍爾德（阿道夫·埃里克·諾登舍爾德，1832年－1901年）

## P
- 佩德罗·卡布拉尔（1460年－1526年）
- 尼科莱·普尔热瓦尔斯基（1839年－1888年）
- 皮泽洛（法兰西斯克·皮泽洛，1475年－1541年）

## Q
- 乔治·斯特拉（1709年－1746年）

## S
- 萨缪尔·德·尚普兰（1567年－1635年）
- 塞缪尔·瓦利斯（1728年－1795年）
- 沙克尔顿（欧内斯特·沙克尔顿，1874年－1922年）
- 笹森儀助（1845年－1915年）
- 史丹利（亨利·莫顿·史丹利，1841年－1904年）
- 斯科特（罗伯特·斯科特，1868年－1912年）
- 斯坦因（马尔克·奥莱尔·斯坦因，1862年－1943年）
- 斯特拉（乔治·斯特拉，1709年－1746年）
- 斯文·赫定（1865年－1952年）

## T
- 塔斯曼（亚伯·塔斯曼，约1603年－1659年）
- 托尔·海尔达尔（1914年－2002年）

## W
- 瓦利斯（塞缪尔·瓦利斯，1728年－1795年）
- 瓦斯科·达·伽马（约1469年—1524年）
- 瓦斯科·努涅斯·德·巴尔博亚（约1475年－1519年）
- 威廉·巴芬（1584年－1622年）
- 威廉·巴伦支（1550年－1597年）
- 维斯普西（阿美利哥·维斯普西，1454年－1512年）
- 维他斯·白令（1681年－1741年）
- 温哥华（乔治·温哥华，1757年－1798年）
- 沃尔特·罗利（1562年－1618年）

## X
- 希拉里（艾德蒙·希拉里，1919年－）
- 玄奘（602年－664年）

## Y
- 雅克·卡蒂亚（1491年－1557年）
- 亚伯·塔斯曼（约1603年－1659年）
- 亚历山大·冯·洪堡（1769年－1859年）
- 亚历山大·马更些（1764年－1820年）
- 亚孟森（罗尔德·亚孟森，1872年－1928年）
- 伊本·白图泰（1304年－1368年）
- 尤里·加加林（1934年－1968年）
- 约翰·拜伦（1723年－1786年）
- 约翰·卡波特（约1450年－约1499年）

## Z
- 詹姆斯·库克（1728年－1779年）
- 張騫（前195年－前114年）
- 鄭和（1371年－1433年）
- 植村直己（1941年－1984年）